# 辛祥
辛 祥（しん しょう、464年 - 518年）は、北魏の官僚・軍人。字は万福。本貫は隴西郡狄道県。

## 経歴
辛鳳達（辛紹先の子）の子として生まれた。司州の秀才に挙げられた。司空行参軍となり、主簿に転じた。太傅の元丕が并州刺史となると、辛祥は元丕の下で府属となり、建興郡太守の任を代行した。咸陽王元禧の妃が辛祥の妻李慶容の妹であったため、501年（景明2年）に元禧が反乱を起こすと、親族の多くは失脚したが、辛祥はひとり連座を免れた。并州平北府司馬に転じた。刺史が喪中にあり、辛祥は代わって并州の事務を代行した。辛祥が并州の司馬だったとき、白壁の帰還兵の薬道顕が誣告を受けて賊とされたが、辛祥は道顕を弁護する上申をした。1月あまりして、別に真犯人が捕らえられた。
後に郢州龍驤府長史に任じられ、義陽郡太守を兼ねた。508年（永平元年）、豫州懸瓠の城民の白早生が反乱を起こし、南朝梁が反乱を支援すべく兵を出したため、淮水流域の駐屯地は相次いで梁に降ったが、ひとり辛祥が城を堅守していた。ときに梁の将軍の胡武城・陶平虜が郢州の南の金山の上に陣営を連ねて進攻してきた。辛祥は偽って後退して梁軍を油断させ、梁軍が備えを怠ったところを夜襲して撃破した。陶平虜を捕らえ、胡武城を斬って、郢州から梁軍を駆逐した。論功により勲功は郢州刺史の婁悦より上とされ、婁悦はこのことを恥じて、辛祥を刺史とするよう上奏したが、その人事は行われなかった。
511年（永平4年）、劉龍駒が華州で乱を起こすと、辛祥は永安王元燮の下で華州征虜府長史となり、別将として討胡使の薛和とともに劉龍駒を討ち滅ぼした。518年（神亀元年）、死去した。享年は55。529年（永安2年）、冠軍将軍・南青州刺史の位を追贈された。

## 子女
- 辛琨（字は懐玉、相州倉曹参軍、陳郡太守・軽車将軍・済州征虜府長史）
- 辛懐仁（武定末年に長楽郡太守）
- 辛賁（字は叔文、北中府中兵参軍・員外散騎侍郎、修起居注、済州撫軍府長史、膠州車騎府長史、平東将軍、咸陽王元坦の下で太師開府長史、闕郡太守）
- 辛烈（字は季武、太傅東閤祭酒、梁州鎮南府長史）
- 辛匡（字は季政、封丘県令・威烈将軍、平遠将軍・符璽郎中、龍驤将軍・通直散騎侍郎）

## 伝記資料
- 『魏書』巻45 列伝第33
- 『北史』巻26 列伝第14